# Tridentum
Tridentum era una città romana, nel sito dell'attuale Trento.
Secondo alcune teorie, Tridentum si sarebbe sviluppata su un precedente insediamento retico di fondovalle. È inoltre probabile la presenza di un antico castelliere retico sul Doss Trento, piccola altura che domina anche oggi la città, forse utilizzato anche dai Romani dopo la conquista, uno dei primi nuclei urbani della città. È ragionevole ritenere che la valle dell'Adige, in quanto via di comunicazione da nord a sud di primaria importanza, abbia favorito frequenti scambi culturali con le altre popolazioni pre-romane, come i Veneti, gli Etruschi e i Galli.

## Storia
La conquista romana del Trentino avvenne nel corso del primo secolo a.C. Trento, sorta già prima della conquista come accampamento militare romano (castrum), venne battezzata Tridentum, che, secondo una diffusa paraetimologia, non accettata dagli storici, dovrebbe significare "città dei tre denti", forse perché nei pressi della città sorgono proprio tre colli vagamente assomiglianti a tre denti (il Doss Trento, il Doss Sant'Agata e il Dosso di San Rocco). 

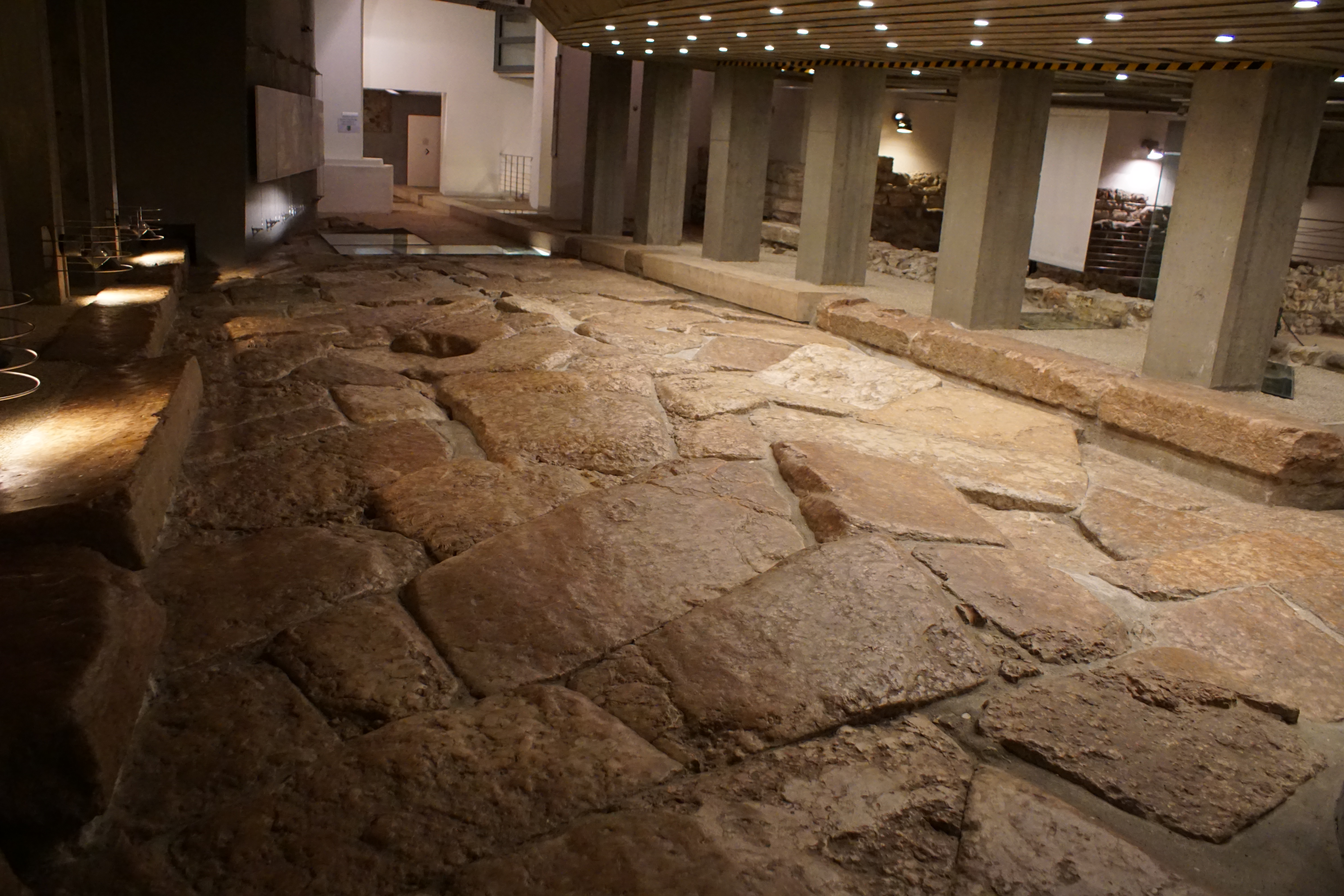
Strada romana nello Spazio Archeologico Sotterraneo del Sas

 La città divenne municipium tra il 50 e il 40 a.C. In periodo augusteo, con l'Impero impegnato in una serie di operazioni militari nell'arco alpino, il ruolo strategico della città crebbe all'interno della Regio X Venetia et Histria. Tridentum si sviluppò a partire da una pianta quadrangolare, delimitata da un lato dal fiume Adige, dagli altri tre lati da mura e fossati, con torri quadrangolari e porte per l'accesso; la principale, Porta Veronensis, era gemina, con due torri circolari ai lati. Le vie cittadine si svilupparono in maniera ordinata, parallelamente all'impianto del cardo e del decumano secondo i principi dell'urbanistica romana. Tridentum era dotata di tutte le infrastrutture tipiche di un importante centro romano: erano presenti un foro (secondo studi recenti sorgeva sotto l'attuale Chiesa di Santa Maria Maggiore), un anfiteatro (sorgeva dove si trova ora Piazzetta Anfiteatro), delle terme, un porto fluviale, un acquedotto proveniente dalle colline orientali per l'approvvigionamento idrico e una zona adibita alle sepolture all'esterno delle mura, oltre ad abitazioni (ville) e infrastrutture all'esterno della cinta muraria. Tridentum era inoltre un importante snodo viario, per la presenza nel suo territorio della Via Claudia Augusta (principale via militare verso il nord che congiungeva il mare Adriatico con Augusta Vindelicum attraverso la Val Venosta e il Passo Resia), nelle sue diramazioni della Claudia Augusta Padana e della via Claudia Augusta Altinate, che collegava la città con il Veneto passando per la Valsugana.
Nonostante la difficile situazione politica venutasi a creare con la decadenza dell'Impero, Tridentum rimase anche nel IV e nel V secolo il centro economico, commerciale e militare della regione della Val d'Adige.
Oggi è possibile visitare numerosi siti archeologici, tra i quali la basilica paleocristiana di San Vigilio sotto alla cattedrale, la basilica paleocristiana del Doss Trento, lo Spazio Archeologico Sotterraneo del Sas sotto piazza Cesare Battisti, la Villa romana di Orfeo in piazza Santa Maria Maggiore e la Porta Veronensis presso il Museo diocesano.